# Musée Mado Robin
Le musée Mado Robin est un musée d'art lyrique situé dans la commune d'Yzeures-sur-Creuse et qui expose les souvenirs de la cantatrice Mado Robin née dans le village. Il se situe sur la place François-Mitterrand où est également présent le Musée Minerve. Il jouxte la bibliothèque municipale située dans le même bâtiment mais dont l'entrée se trouve sur la rue Pasteur.

## Historique du musée

### La loge reconstituée
Avant l'ouverture de ce musée, une partie de sa collection était exposée au second étage du centre social. Ce petit musée se présentait sous la forme d'une loge d'opéra dans un cadre son et lumière.

### La construction du musée
À la suite du don par la famille de la cantatrice d'objets lui ayant appartenu, la municipalité décida de se doter d'un musée digne de cette grande figure de l'opéra. Il fut inauguré le 21 décembre 2008.

## Sa collection
Il présente des photos et des affiches sur sa vie et sa carrière, mais également ses costumes de scène présentés dans des décors reconstitués de ses plus grands rôles. Un petit auditorium permet de visionner des documents audiovisuels de la cantatrice pendant ses spectacles et interviews.

### Le buste de Mado Robin
Devant ce musée, sur la place, une sculpture représentant le buste de Mado Robin a été érigée. La sculpture a été réalisée en hommage à la cantatrice par Paulette Richon et Jacques Walter.

### Les expositions temporaires
Ce musée municipal accueille également des expositions temporaires : aquarelles, photographies…

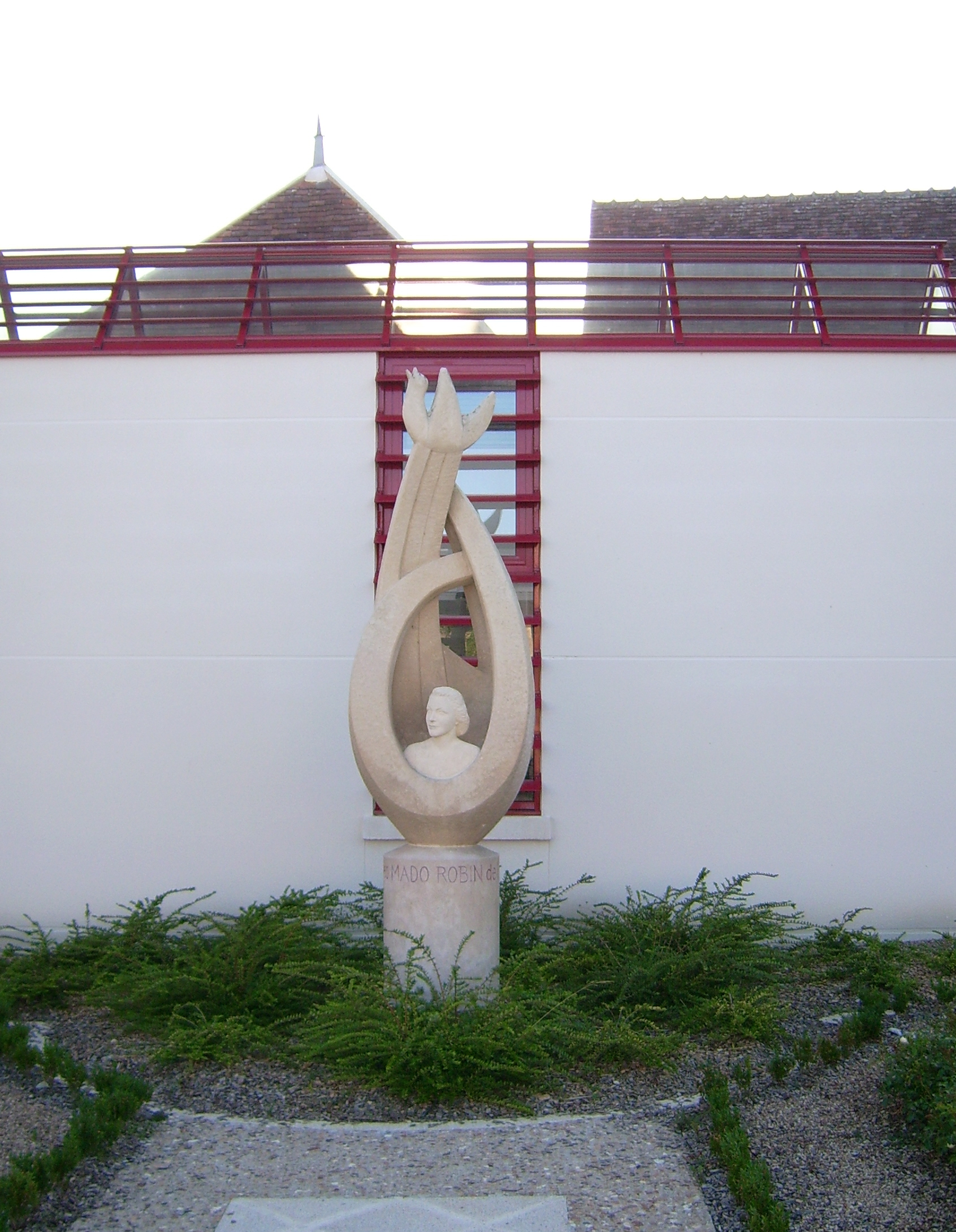
Le buste de Mado Robin